# Gromadka
Gromadka es un municipio rural y una localidad del distrito de Bolesławiec, en el voivodato de Baja Silesia (Polonia).

## Geografía
La localidad de Gromadka se encuentra en el suroeste de Polonia, a unos 17 km al nordeste de Bolesławiec, la capital del distrito, y a unos 93 al oeste de Breslavia, la capital del voivodato. El municipio limita con otros siete —Bolesławiec, Chocianów, Chojnów, Przemków, Szprotawa y Warta Bolesławiecka— y tiene una superficie de 267,68 km² que abarca, además de la localidad de Gromadka, a Borówki, Krzyżowa, Modła, Motyle, Nowa Kuźnia, Osła, Pasternik, Patoka, Różyniec y Wierzbowa.

## Demografía
En 2011, según la Oficina Central de Estadística polaca, el municipio tenía una población de 5426 habitantes.